# Бабадаг (Румунія)
Бабадаг (рум. Babadag) — місто у повіті Тулча в Румунії.
Місто розташоване на відстані 213 км на схід від Бухареста, 32 км на південь від Тулчі, 80 км на північ від Констанци, 80 км на південний схід від Галаца.

## Населення
За даними перепису населення 2002 року у місті проживали 10 037 осіб.
Національний склад населення міста:
| Національність            | Кількість осіб | Відсоток |
| ------------------------- | -------------- | -------- |
| румуни                    | 8466           | 84,3 %   |
| турки                     | 1289           | 12,8 %   |
| цигани                    | 168            | 1,7 %    |
| росіяни-липовани          | 48             | 0,5 %    |
| греки                     | 26             | 0,3 %    |
| українці                  | 10             | 0,1 %    |
| татари                    | 6              | 0,1 %    |
| поляки                    | 6              | 0,1 %    |
| угорці                    | 5              | < 0,1 %  |
| німці                     | 5              | < 0,1 %  |
| болгари                   | 4              | < 0,1 %  |
| серби                     | 1              | < 0,1 %  |
| не вказали національність | 3              | < 0,1 %  |

Рідною мовою назвали:
| Мова       | Кількість осіб | Відсоток |
| ---------- | -------------- | -------- |
| румунська  | 8580           | 85,5 %   |
| турецька   | 1255           | 12,5 %   |
| циганська  | 134            | 1,3 %    |
| російська  | 38             | 0,4 %    |
| грецька    | 13             | 0,1 %    |
| українська | 5              | < 0,1 %  |
| татарська  | 4              | < 0,1 %  |
| німецька   | 3              | < 0,1 %  |
| болгарська | 2              | < 0,1 %  |
| угорська   | 1              | < 0,1 %  |
| польська   | 1              | < 0,1 %  |

Склад населення міста за віросповіданням:
| Релігія        | Кількість осіб | Відсоток |
| -------------- | -------------- | -------- |
| православні    | 8510           | 84,8 %   |
| мусульмани     | 1426           | 14,2 %   |
| баптисти       | 33             | 0,3 %    |
| адвентисти     | 21             | 0,2 %    |
| старообрядці   | 19             | 0,2 %    |
| римо-католики  | 13             | 0,1 %    |
| греко-католики | 5              | < 0,1 %  |
| атеїсти        | 3              | < 0,1 %  |
| п'ятдесятники  | 2              | < 0,1 %  |
| реформати      | 1              | < 0,1 %  |
| бретрени       | 1              | < 0,1 %  |
| лютерани       | 1              | < 0,1 %  |
| не релігійні   | 1              | < 0,1 %  |